# 插件机
插件机是把编带的电子元器件按照程序自动安装在印刷電路板上的机器。传统的电子装配行业主要靠工人把电子元器件插在电路板上。自从机器开始大规模生产，人手工插件的速度慢，工艺差的缺陷暴露出来。用插件机把电子原件自动安装在电路板上，可以节省人工成本，提高插件工艺水平。
插件机的操作基本上包括了电容、电感、连接器等这一类元器件，设计工序的工程人员会根据工作量和合理性对每个工位的插件部位做分工，每个机械只负责安装几个原件，而且重复同样的操作，尽可能地减少出错机会。